# 2'-O-甲基腺苷
2'-O-甲基腺苷（2'-O-Methyladenosine，簡稱2′-O-MA或Am）是腺嘌呤与2-O-甲基-β-D-核糖形成的糖苷，是2'-O-甲基化转录后修饰产物之一，常見于tRNA和rRNA的修飾。